# Håkan Salwén
Håkan Salwén, född 1969, är en svensk filosof.
Salwén är knuten till Stockholms universitet. Han doktorerade 2003 med avhandlingen Humes Law och deltog därefter i forskningsprojektet Rearticulations of Reason: Recent Currents, som finansieras av Nordiska samarbetsnämnden för humanistisk forskning (NOS-H). Salwéns främsta intresseområden är värdeteori, estetik, tillämpad etik och vetenskapsteori.
Han har bland annat skrivit om miljöetik. Hans bok "Miljöetik – en introduktion" fick positiv kritik såväl i Filosofisk tidskrift som i Tidskrift för politisk filosofi.
Salwén har också deltagit i den offentliga debatten. År 2012 publicerade Svenska Dagbladet en debattartikel där han argumenterar mot bonusprogrammen i den svenska bank-, finans- och affärsvärlden. Detta är en fråga som han drivit även i andra sammanhang. I den offentliga debatten har Salwén också argumenterat för att rika länder borde ta större ansvar för klimatförändringarna.
Sedan 2008 är Håkan Salwén lektor vid Tibble Gymnasium.